# ジョン・ヒック
ジョン・ヒック（John Hick, 1922年1月20日 - 2012年2月9日）は、イギリスの宗教哲学者、神学者である。
カリフォルニア州クレアモント大学院大学 (Claremont Graduate University) 名誉教授（宗教哲学）、バーミンガム大学H・G・ウッド記念神学教授、ウェールズ大学ランペター校 (University of Wales, Lampeter) 名誉教授、イギリス宗教哲学会副会長、世界信仰協議会副会長などを歴任。
『神の受肉の神話』（The Myth of God Incarnate）の編者であり、研究テーマに関する数多くの本や論文を著している。
2012年2月9日、死去。90歳没。

## 思想
ジョン・ヒックはキリスト教徒の哲学者で、宗教多元論の主唱者として最もよく知られている。もともとは伝統的な福音主義者であったが、文化的・宗教的な多様性が現に存在しているという事実を、神の愛と一致させる問題を考えることを通じて、次第に多元論へと向かっていった。彼の説いた宗教多元論は多くのものに影響を与え、例えば日本では作家の遠藤周作に影響を与えた。彼の晩年の作品『深い河』には宗教多元論の影響を窺わせる記述があり、遠藤自身も「深い河創作日記」の中でヒックの著作に影響を受けたことを記している。
もし、キリスト教が伝統的に教えられてきたように、キリストへの信仰を唯一の救済の手段とするならば、そもそも福音や永遠の罰について何も聞いたことのない人々は神によって捨て去られ、永遠の破滅へと向かうことになる。これはセオドア・ドレンジによる「不信仰からの論証」の背後にある考えであり、ヒックが宗教多元論へと移行していったことの背景となっている考えでもある。宗教的信仰とは、大部分において文化の産物であるように見える。世界の圧倒的多数の人々は、自分で自らの信仰を選んだとは言い難く、その多くは生まれた地域や時代、またその家族の信仰を受け継いでいる。そうした人々は、キリスト教の福音なるものを受け入れる素地を持たない。しかし、伝統的、福音主義的、排他主義的なキリスト教の信仰によれば、そうした人たちでさえ、罪のうちに死ぬことが確実なのであり、また、多くの（全てではない）キリスト教の教派の主張によれば、彼らは厳しく非難され、救いを受けることができないとされている。ヒックはこのことがキリスト教の神の愛についての教えと相容れないのではないかと考えた。ヒックの見解によれば、現に他の宗教が存在しているのだから、福音主義的なキリスト教の教えは不整合に陥っているのである。
ヒックはまた包括主義をも否定する。これは他宗教をキリスト教の亜種もしくは変形としてとらえるものであり、キリスト教優越主義というドグマを脱したものではないと主張する。
ヒックのこの問題に対する答えは、宗教的な真理というものを、文化および個々の人間に対して相対的なものとして見るというものである。彼はキリスト教の排他主義を間違ったものとして退ける。その一方で、他の様々な宗教を、それぞれがその文化や伝統などに基づいた形での、「真実在」への適切な応答だとみなすのである。これはキリスト教を含めた一神教に強いとされる『万民のための神』という思想に、多神教に強いとされる『神の多元性』という考え方を組み合わせたものともいえ、諸宗教の根幹精神における一致と現実の形態の多様性を共に承認し、共存の柱とするものである。
ヒックは三位一体を拒絶し、イエスは神の霊に満たされ、愛と慈悲に満ち溢れた偉大な預言者であり、キリスト教徒の指針であるが神そのものではなく人間であるとしている。これは『キリスト教が受肉した神自身により打ち立てられた』という信仰が、レイシズム、植民地支配、キリスト教優越主義など歴史上多くの罪悪を正当化してきたという批判が前提となっている。神の受肉という教義は、あくまでもメタファー（比喩）として考えるべきであるというのが彼の考えである。
ヒックへの、あるいは宗教多元論への批判者は、たいてい、福音について聞いたことのない人々がいることを否定するか、これら無知な不信仰者は地獄に落ちるということを否定するかのどちらかである。さらには、この地獄行きの永遠の断罪は神の愛とは相容れないということを否定する人々もいる。
ヒックは論文「位格の復活」 ("Resurrection of the Person") の中で、死後の生に関しての理論を提示している。この論文で彼は、突然死してどこか他の場所でその人の「生まれ変わり」として「生まれ変わった」人はもとの人と同じ人物である、と説明するのがもっとも合理的だと主張した。それゆえ彼によれば、人が（神によって新しい世界へと「生まれ変わらされる」という仕方で）同一性を保ちながら、異なる世界に存在することが論理的に可能なのである。ただしそれは、何らかの異なる形式においてであろうが。

## その他
ヒックの生い立ちについては、John Hick, "Climbing the Foothills of Understanding" in The Craft of Religious Studies, edited by Jon R. Stone, New York: St. Martin's Press, 1998, pp. 76-97 が参考になる。

## 主要著作
- Evil and the God of Love, 1966
- Arguments for the Existence of God, 1971
- Christianity at the Centre, 1970
- Truth and Dialogue in World Religions: Conflicting Truth-Claims, 1973
- God and the Universe of Faiths, 1973
- Death and Eternal Life, 1976
- The Center of Christianity, 1978
- Christianity and Other Religions, 1980
- God Has Many Names, 1982
  - 『神は多くの名前をもつ：新しい宗教的多元論』 間瀬啓允訳、岩波書店、1986年、ISBN 4000003143
- Philosophy of Religion, 1983
  - 『宗教の哲学』 間瀬啓允、稲垣久和訳、勁草書房、1994年、ISBN 4326152885／ちくま学芸文庫、2019年
- Problems of Religious Pluralism, 1985
  - 『宗教多元主義：宗教理解のパラダイム変換』 間瀬啓允訳、法藏館、1990年、ISBN 483187180X
- The Myth of Christian Uniqueness: Toward a Pluralistic Theology of Religions, 1987
  - 『もうひとつのキリスト教：多元主義的宗教理解』 間瀬啓允、渡部信訳、日本基督教団出版局、1989年、ISBN 4818400270
- A Christian Theology of Religions: The Rainbow of Faith, 1995
  - 『宗教がつくる虹』 間瀬啓允訳、岩波書店、1997年、ISBN 4000233181
- Disputed Questions in Theology and the Philosophy of Religion, 1993
- The Metaphor of God Incarnate, 1993
  - 『宗教多元主義への道：メタファーとして読む神の受肉』 間瀬啓允、本多峰子訳、玉川大学出版部、1999年、ISBN 4472114518
- The Fifth Dimension: An Exploration of the Spiritual Realm, 1999
  - 『魂の探求：霊性に導かれる生き方』 林陽訳、徳間書店、2000年、ISBN 4198612838
- Dialogues in the Philosophy of Religion, 2001
- John Hick: An Autobiography, 2003
- An Interpretation of Religion, 2004